# Championnat de Bolivie de football 1997
Navigation
Saison précédente Saison suivante
La saison 1997 du Championnat de Bolivie de football est la vingt-troisième édition du championnat de première division en Bolivie. Le championnat est scindé en deux tournois saisonniers, l'Ouverture qualifie deux clubs pour l'Hexagonal (la poule finale pour le titre) tandis que le Clôture qualifie quatre clubs. Le club en tête à l'issue de l'Hexagonal est sacré champion.
C'est le club de Bolivar La Paz, tenant du titre, qui remporte la compétition cette saison après avoir terminé en tête de l'Hexagonal, avec sept points d'avance sur Oriente Petrolero et neuf sur le promu, Club Blooming. C'est le onzième titre de champion de Bolivie de l'histoire du club.

## Qualifications continentales
Le club vainqueur du championnat se qualifie pour la prochaine édition de la Copa Libertadores accompagné par le vainqueur du barrage entre le gagnant du tournoi Ouverture et le deuxième de l'Hexagonal.

## Les clubs participants
| - Jorge Wilstermann Cochabamba - San José Oruro - Oriente Petrolero - Bolivar La Paz - Club Blooming - Promu de Primera B - Destroyers Santa Cruz | - Real Santa Cruz - Deportivo Municipal La Paz - Chaco Petrolero - The Strongest La Paz - Club Independiente Petrolero - Club Deportivo Guabirá |

## Compétition
Le barème utilisé pour établir l'ensemble des classements est le suivant :
- Victoire : 3 points
- Match nul : 1 point
- Défaite : 0 point

### Tournoi Ouverture

#### Première phase
| Rang | Équipe                       | Pts | J  | G | N | P | Bp | Bc | Diff |
| ---- | ---------------------------- | --- | -- | - | - | - | -- | -- | ---- |
| 1    | The Strongest La Paz         | 19  | 10 | 5 | 4 | 1 | 18 | 6  | +12  |
| 2    | Bolívar La PazT              | 15  | 10 | 4 | 3 | 3 | 15 | 9  | +6   |
| 3    | San José Oruro               | 15  | 10 | 4 | 3 | 3 | 16 | 15 | +1   |
| 4    | Club Independiente Petrolero | 13  | 10 | 4 | 1 | 5 | 15 | 16 | -1   |
| 5    | Chaco Petrolero              | 13  | 10 | 4 | 1 | 5 | 12 | 21 | -9   |
| 6    | Deportivo Municipal La Paz   | 7   | 10 | 1 | 4 | 5 | 10 | 19 | -9   |

| Rang | Équipe                       | Pts | J  | G | N | P | Bp | Bc | Diff |
| ---- | ---------------------------- | --- | -- | - | - | - | -- | -- | ---- |
| 1    | Club BloomingP               | 20  | 10 | 6 | 2 | 2 | 25 | 12 | +13  |
| 2    | Club Deportivo Guabirá       | 19  | 10 | 6 | 1 | 3 | 18 | 13 | +5   |
| 3    | Jorge Wilstermann Cochabamba | 15  | 10 | 5 | 0 | 5 | 14 | 14 | 0    |
| 4    | Real Santa Cruz              | 11  | 10 | 3 | 2 | 5 | 14 | 20 | -6   |
| 5    | Destroyers Santa Cruz        | 11  | 10 | 3 | 2 | 5 | 13 | 20 | -7   |
| 6    | Oriente Petrolero            | 9   | 10 | 2 | 3 | 5 | 11 | 16 | -5   |

#### Phase finale
Demi-finales :
| Équipe 1               | Résultat | Équipe 2             | Aller | Retour |
| ---------------------- | -------- | -------------------- | ----- | ------ |
| Club Deportivo Guabirá | 1 - 2    | The Strongest La Paz | 1 - 0 | 0 - 2  |
| Club Blooming          | 2 - 5    | Bolivar La Paz       | 0 - 2 | 3 - 3  |

Finale :
| Équipe 1             | Résultat | Équipe 2       | Aller | Retour |
| -------------------- | -------- | -------------- | ----- | ------ |
| The Strongest La Paz | 0 - 3    | Bolivar La Paz | 0 - 1 | 0 - 2  |

- Les deux clubs se qualifient pour l'Hexagonal. En tant que vainqueur du tournoi saisonnier, Bolivar La Paz est assuré de disputer au moins le barrage pré-Libertadores.

### Tournoi de clôture
| Rang | Équipe                | Pts | J  | G | N | P | Bp | Bc | Diff |
| ---- | --------------------- | --- | -- | - | - | - | -- | -- | ---- |
| 1    | Bolivar La PazT       | 24  | 12 | 7 | 3 | 2 | 30 | 15 | +15  |
| 2    | Destroyers Santa Cruz | 21  | 12 | 6 | 3 | 3 | 19 | 20 | -1   |
| 3    | Chaco Petrolero       | 17  | 12 | 5 | 2 | 5 | 16 | 14 | +2   |
| 4    | Oriente Petrolero     | 15  | 12 | 4 | 3 | 5 | 17 | 17 | 0    |
| 5    | San José Oruro        | 13  | 12 | 4 | 1 | 7 | 19 | 23 | -4   |
| 6    | Real Santa Cruz       | 10  | 12 | 2 | 4 | 6 | 6  | 18 | -12  |

| Rang | Équipe                       | Pts | J  | G | N | P | Bp | Bc | Diff |
| ---- | ---------------------------- | --- | -- | - | - | - | -- | -- | ---- |
| 1    | The Strongest La Paz         | 20  | 12 | 5 | 5 | 2 | 23 | 13 | +10  |
| 2    | Club BloomingP               | 19  | 12 | 5 | 4 | 3 | 17 | 18 | -1   |
| 3    | Jorge Wilstermann Cochabamba | 17  | 12 | 4 | 5 | 3 | 16 | 16 | 0    |
| 4    | Club Independiente Petrolero | 15  | 12 | 4 | 3 | 5 | 18 | 17 | +1   |
| 5    | Club Deportivo Guabirá       | 14  | 12 | 3 | 5 | 4 | 15 | 19 | -4   |
| 6    | Deportivo Municipal La Paz   | 11  | 12 | 3 | 2 | 7 | 14 | 21 | -7   |

- Les deux premiers de chaque poule se qualifient pour l'Hexagonal. Destroyers Santa Cruz n'est pas qualifié car il doit participer au barrage de relégation (voir section "Relégation").

### Hexagonal
| Rang | Équipe                       | Pts | J  | G | N | P | Bp | Bc | Diff |
| ---- | ---------------------------- | --- | -- | - | - | - | -- | -- | ---- |
| 1    | Bolívar La Paz               | 25  | 10 | 8 | 1 | 1 | 33 | 9  | +24  |
| 2    | Oriente Petrolero            | 18  | 10 | 6 | 0 | 4 | 20 | 14 | +6   |
| 3    | Club Blooming                | 16  | 10 | 5 | 1 | 4 | 21 | 19 | +2   |
| 4    | The Strongest La Paz         | 15  | 10 | 5 | 0 | 5 | 16 | 19 | -3   |
| 5    | Jorge Wilstermann Cochabamba | 12  | 10 | 4 | 0 | 6 | 16 | 23 | -7   |
| 6    | Chaco Petrolero              | 3   | 10 | 1 | 0 | 9 | 10 | 32 | -22  |

- Oriente Petrolero se qualifie directement pour la Copa Libertadores car Bolivar La Paz a remporté le tournoi Ouverture et l'Hexagonal; le barrage pré-Libertadores n'a pas lieu d'être disputé.

### Relégation
Un classement sur l'ensemble des phases régulières des tournois 1995, 1996 et 1997 est réalisé. Le dernier est directement relégué, l'avant-dernier doit disputer un barrage de promotion-relégation face au deuxième du Torneo Simon Bolivar, la deuxième division bolivienne.
| Rang | Équipe                       | Pts | J  | G | N | P | Bp | Bc | Diff |
| ---- | ---------------------------- | --- | -- | - | - | - | -- | -- | ---- |
| 1    | Bolivar La Paz               | 137 | 76 |   |   |   |    |    |      |
| 2    | Club Blooming                | 39  | 22 |   |   |   |    |    |      |
| 3    | The Strongest La Paz         | 125 | 76 |   |   |   |    |    |      |
| 4    | San José Oruro               | 123 | 76 |   |   |   |    |    |      |
| 5    | Oriente Petrolero            | 120 | 76 |   |   |   |    |    |      |
| 6    | Club Deportivo Guabirá       | 108 | 76 |   |   |   |    |    |      |
| 7    | Jorge Wilstermann Cochabamba | 99  | 76 |   |   |   |    |    |      |
| 8    | Chaco Petrolero              | 60  | 48 |   |   |   |    |    |      |
| 9    | Real Santa Cruz              | 92  | 76 |   |   |   |    |    |      |
| 10   | Club Independiente Petrolero | 91  | 76 |   |   |   |    |    |      |
| 11   | Destroyers Santa Cruz        | 91  | 76 |   |   |   |    |    |      |
| 12   | Deportivo Municipal La Paz   | 52  | 48 |   |   |   |    |    |      |

#### Barrage de promotion-relégation
| Équipe 1                       | Résultat | Équipe 2                   | Aller | retour |
| ------------------------------ | -------- | -------------------------- | ----- | ------ |
| Universidad de Cochabamba (D2) | 1 - 3    | (D1) Destroyers Santa Cruz | 0 - 1 | 1 - 2  |

## Bilan de la saison
| Championnat de Bolivie de football 1997 |                            |
| Champion                                | Bolivar La Paz (11e titre) |
| Qualifications continentales            |                            |
| Copa Libertadores 1998                  | Bolivar La Paz             |
| Copa Libertadores 1998                  | Oriente Petrolero          |
| Promotions et relégations               |                            |
| Promus en Primera A                     | Real Potosi                |
| Relégués en Torneo Simon Bolívar        | Deportivo Municipal La Paz |